# سیارک ۲۶۶۹۴
سیارک ۲۶۶۹۴ (به انگلیسی: 26694 Wenxili، نامگذاری:2001FR98)۲۶۶۹۴مین سیارک کشف شده‌است که در ۱۶ مارس ۲۰۰۱ کشف شد.